# La caída de la casa Usher (película estadounidense de 1928)
La caída de la casa Usher es un cortometraje de terror mudo estadounidense rodado en 1928. Basada en el cuento La caída de la Casa Usher por Edgar Allan Poe, narra la historia de un hermano y una hermana que viven bajo una maldición familiar. Está protagonizada por Herbert Stern, Hildegarde Watson, y Melville Webber.
La película fue dirigida por James Sibley Watson y Melville Webber. Una partitura musical fue escrita en 1959 por el amigo de Watson y Webber, el compositor Alec Wilder.

## Comentario
Una película experimental vanguardista, donde el elemento visual predomina, incluyendo tomas a través de prismas para crear una distorsión óptica. No hay diálogo, aunque en una parte de la película se puede ver letras moviéndose por la pantalla.

## Influencia
En el año 2000, la película fue considerada «cultural, histórica y estéticamente significativa» por la Biblioteca del Congreso de Estados Unidos y seleccionada para su preservación en el National Film Registry.